# Sylweriusz (papież)
Sylweriusz (ur. we Frosinone, zm. 2 grudnia 537 na Palmarii) – męczennik, święty Kościoła katolickiego, 58. papież w okresie od 8 czerwca 536 do 11 listopada 537.

## Życiorys
Został wybrany na papieża, gdy był jeszcze subdiakonem, po śmierci papieża Agapita I. Jego ojciec, papież Hormizdas po owdowieniu zasiadał na tronie Stolicy Piotrowej w latach 514–523.
Sylweriusz zawdzięczał wybór królowi Gotów Teodahadowi, któremu zależało na obsadzeniu biskupstwa Rzymu zaufanym człowiekiem w obliczu zagrożenia bizantyjskiego. W grudniu 536 do Rzymu wkroczył wódz bizantyjski Belizariusz i usunął Sylweriusza jako zdrajcę interesów cesarstwa bizantyjskiego. W oskarżeniu odegrała znaczącą rolę cesarzowa Teodora, sprzyjająca złożonemu z urzędu przez Agapita I monofizyckiemu patriarsze Konstantynopola Antymosowi I. Został zesłany do Patary w syryjskiej Lycii, lecz po interwencji biskupa Konstantynopola, Justynian polecił odesłać papieża do Rzymu i przeprowadzić proces. Jednak nowy papież Wigiliusz porozumiał się z Belizariuszem i zesłał Sylweriusza na wyspę Palmarię (obecnie Ponza) w Zatoce Gaetańskiej (Morze Liguryjskie). Sylweriusz ustąpił z godności papieża na rzecz Wigiliusza i wkrótce zmarł śmiercią głodową.
Został pochowany na wyspie. Od XI wieku czczony jako męczennik za wiarę.
Wspominany 20 czerwca.